# روبرت كولير
روبرت كولير (بالإنجليزية: Robert Collier)‏ هو كاتب مقالات أمريكي، ولد في 19 أبريل 1885 في سانت لويس في الولايات المتحدة، وتوفي في 1950.